# Alzi (Còrsega)
Alzi (en cors Alzi) és un municipi francès, situat a la regió de Còrsega, al departament d'Alta Còrsega. L'any 1999 tenia 17 habitants.

## Demografia
| 1962 | 1968 | 1975 | 1982 | 1990 | 1999 |
| ---- | ---- | ---- | ---- | ---- | ---- |
| 37   | 39   | 24   | 17   | 11   | 17   |

## Administració
| Període | Identitat          | Partit | Qualitat |  |
| ------- | ------------------ | ------ | -------- |  |
| 2001-   | Ginette Durastanti |        |          |  |

## Personatges il·lustres
- François Marcantoni, antic resistent i mafiós